# فريق باتريوت جيت
فريق باتريوت جيت، (بالإنجليزية: Patriots Jet Team)‏. هو فريق تكوين مدني يعمل في عروض جوية في أنحاء غرب الولايات المتحدة الأمريكية. يعمل الفريق حاليًا كفريق مكون من ست سفن، ويطلق طائرة طراز آيرو إل-39 ألباتروس على طراز تشيكي. مقر باتريوتس في بايرون، كاليفورنيا.

## البدايات
بدأ الفريق في تظاهرات الطيران في عام 2003 بطائرتين فقط من طراز L-39. في موسم عام 2004 ، أضيفت سيارة L-39 ثالثة. مع نجاح موسم 2005 ، أضاف باتريوتس طائرة رابعة لموسم 2006. في عام 2010 ، توسع فريق باتريوت جيت إلى فريق تكوين هوائي مكونة من ست سفن.

## الملكية
الفريق مملوك لطياري الخطوط الجوية المتحدة السابق راندي هاول  وهو برعاية شركات بما في ذلك شركة الخط الساخن، وتدعم من قبل طاقم من أكثر من 25 متطوعا.